# Urotriorchis
Urotriorchis is een monotypisch geslacht van vogels uit de familie van de havikachtigen (Accipitridae). De wetenschappelijke naam van het geslacht is voor het eerst geldig gepubliceerd in 1874 door Sharpe.

## Soorten
De volgende soort is bij het geslacht ingedeeld:
- Urotriorchis macrourus (Hartlaub, 1855) – Langstaarthavik